# شاهدخت هاشیهیتو
شاهدخت هاشیهیتو (به انگلیسی: Princess Hashihito) مرگ در سال 665 میلادی؛ یکی از امپراتریس‌های ژاپن ، همسر امپراتور کوتوکو اهل ژاپن بود.